# サムライソウル
『サムライソウル』は、2006年1月25日に発売されたウルフルズ28枚目のシングル。発売元は東芝EMI（現・ユニバーサル ミュージック ジャパン）。

## 解説
1992年のメジャーデビューから14年在籍した東芝EMIからの最後のシングル。
「サムライソウル」は、トータス松本が当時ハマっていた黒澤明映画における“三船敏郎”を歌った曲で、歌詞の左端部分を縦に読むと「みふねおしろう（みふねとしろう）」となる。
4曲目の「バンザイ 〜まだまだ好きでよかった〜」は以前発表した『バンザイ 〜好きでよかった〜』の新規録音。
千葉ロッテマリーンズ時代のフリオ・ズレータの入場曲（千葉マリンスタジアム）として使用。川崎フロンターレ所属の谷口彰悟の応援歌でも使用。

## 収録曲
全曲作詞・作曲：トータス松本　編曲：ウルフルズ（特記以外）
1. サムライソウル
2. はばたく!
3. 一輪車
4. バンザイ 〜まだまだ好きでよかった〜
  - 編曲：ウルフルズ、伊藤銀次

## カバー
サムライソウル
- 片平里菜 - ウルフルズ トリビュートアルバム『ウルフルズトリビュート 〜Best of Girl Friends〜』（2017年2月22日）収録